# Brown Sugar (album de D'Angelo)
Pour les articles homonymes, voir Brown Sugar.
Albums de D'Angelo
Live at the Jazz Cafe
Brown Sugar est le premier album solo, sorti en 1995, de l'artiste neo soul D'Angelo, portant le nom de l'un des titres qui le compose. Dans la continuité de l'album de Maxwell Maxwell's Urban Hang Suite, Brown Sugar est l'un des premiers albums à lancer ce genre musical largement connu sous le nom de neo soul. Les tubes "Brown Sugar" et "Lady" permirent à l'album d'augmenter ces ventes et de devenir double disque de platine, et l'ovation des critiques firent de D'Angelo l'un des plus brillants musicien soul des années 90. Cet opus est majoritairement considéré comme l'un des meilleurs albums de R&B/Soul des 20 dernières années.

## Contenu de l'album
Avant la sortie de cet album, le mouvement neo soul était encore mal défini et surtout représenté par quelques artistes (dont le groupe Tony! Toni! Toné!). Avec ses références au Hip-hop, Marvin Gaye et Sly Stone, et les influences de Prince, D'Angelo inaugura un son nouveau, en posant des bases solides de ce sous-genre musical.
Bien que des chansons comme "Cruisin'" et "When We Get By" furent musicalement assez conventionnelles, l'artiste s'essaye à des sujets polémiques comme sur le titre "Sh*t, Damn, Motherf*cker". Le nom de la chanson, "Brown Sugar", est une apologie à peine voilée d’une variété de weed, la Brown Sugar, mais qui peut aussi être interprété comme l'apologie d'une femme (femme à la peau métissée). Comme D'Angelo le chante, "We be making love constantly / That's why my eyes are a shade blood burgundy" ("Nous faisons l'amour constamment / C'est pourquoi mes yeux sont rouge comme du vin couleur sang sombre")
Dans "Sh*t, Damn, Motherf*cker", D'Angelo décrit une scène où il surprend son meilleur ami faisant l'amour avec sa femme. Il chante "Pourquoi êtes-vous tous les deux à poil ? / Je vais te dire ce qui me passe par la tête / Je me tate à chopper mon 9mm et à vous tuer tous les deux par derrière". "Lady" est quant à elle une chanson basée sur l'acoustique d'une guitare, affirmant l'engagement de D'Angelo pour sa partenaire. Cet album se termine par une chanson très gospel intitulée "Higher".

## Liste des chansons
1. "Brown Sugar" (D'Angelo, Ali Shaheed Muhammad) – 4:23
2. "Alright" (D'Angelo) – 5:13
3. "Jonz in My Bonz" (D'Angelo, A Stone) – 5:56
4. "Me and Those Dreamin' Eyes of Mine" (D'Angelo) – 4:46
5. "Sh*t, Damn, Motherf*cker" (D'Angelo) – 5:14
6. "Smooth" (D'Angelo, L Archer) – 4:19
7. "Cruisin'" (W Robinson, M Taplin) – 6:24
8. "When We Get By" (D'Angelo) – 5:44
9. "Lady" (D'Angelo, R Saadiq) – 5:46
10. "Higher" (D'Angelo, L Archer, R Archer) – 5:27

La version japonaise de l'album inclut 3 titres bonus:
1. "Brown Sugar" (Radio Version) (D'Angelo, Ali Shaheed Muhammad) – 4:03
2. "Brown Sugar" (TV Track) (D'Angelo, Ali Shaheed Muhammad) – 4:26
3. "Brown Sugar" (Instrumental) (D'Angelo, Ali Shaheed Muhammad) – 4:25

## Crédits
- D'Angelo - voix et différents instruments
- Bob Power, Raphael Saadiq, Mark Whitfield - guitare
- Larry Grenadier, Will Lee, Raphael Saadiq - guitare basse
- Tim Christian - piano
- Gene Lake, Ralph Rolle - batterie
- Ali Shaheed Muhammad - beat
- Laura Vivino - flûte and picolo
- Gerald Tarack, Marilyn Wright, Regis Iandorio, Matthew Raimondi, Masako Yanagila, Natalie Kriegler, Alexander Simionescu, Winterton Garvey - violons
- Julien Barber, Olivia Koppell, Sue Pray, Eufrosina Railenu - altos
- Jesse Levy, Seymour Barab - violoncelles

## Production and autres participants
- D'Angelo - production, voix et arrangement musicale
- Dunn Pierson - chef d'orchestre et arrangeur
- Eugene Bianco - chef d'orchestre  et Copiste
- Ali Shaheed Muhammad - production
- Bob Power, Russell Elevado, G Spot, Darrin Harris - ingénieur du son et mix
- Rob Farrell, Chaz Harper, G Spot, Suz Dweyer, Julio Peralta, Martin Czember - assistant et ingénieur